# Elèctrica de Mollet
L' Elèctrica de Mollet fou una companyia de subministrament d'energia elèctrica fundada a Mollet del Vallès el 14 de novembre de 1911 amb un capital de 50.000 pessetes (equivalents a 211.000 € el 2019). Energia Elèctrica de Catalunya, seguint la seva política de creixement en la xarxa de distribució de l'electricitat que produïen les seves centrals elèctriques, adquirí l'empresa i aquesta es convertí en una de les filials més importants.

## Explotació elèctrica
Si bé inicialment centrava la seva activitat a Mollet del Vallès, un cop integrada a Energia Elèctrica de Catalunya va iniciar un procés d'expansió comercial pel Vallès Occidental seguint l'acord de repartiment del mercat que havien assolit la Barcelona Traction, Light and Power i Energia Elèctrica de Catalunya. A aquesta última li està reservat el mercat oriental català, des del Vallès cap a l'est.

## Activitat minera i industrial

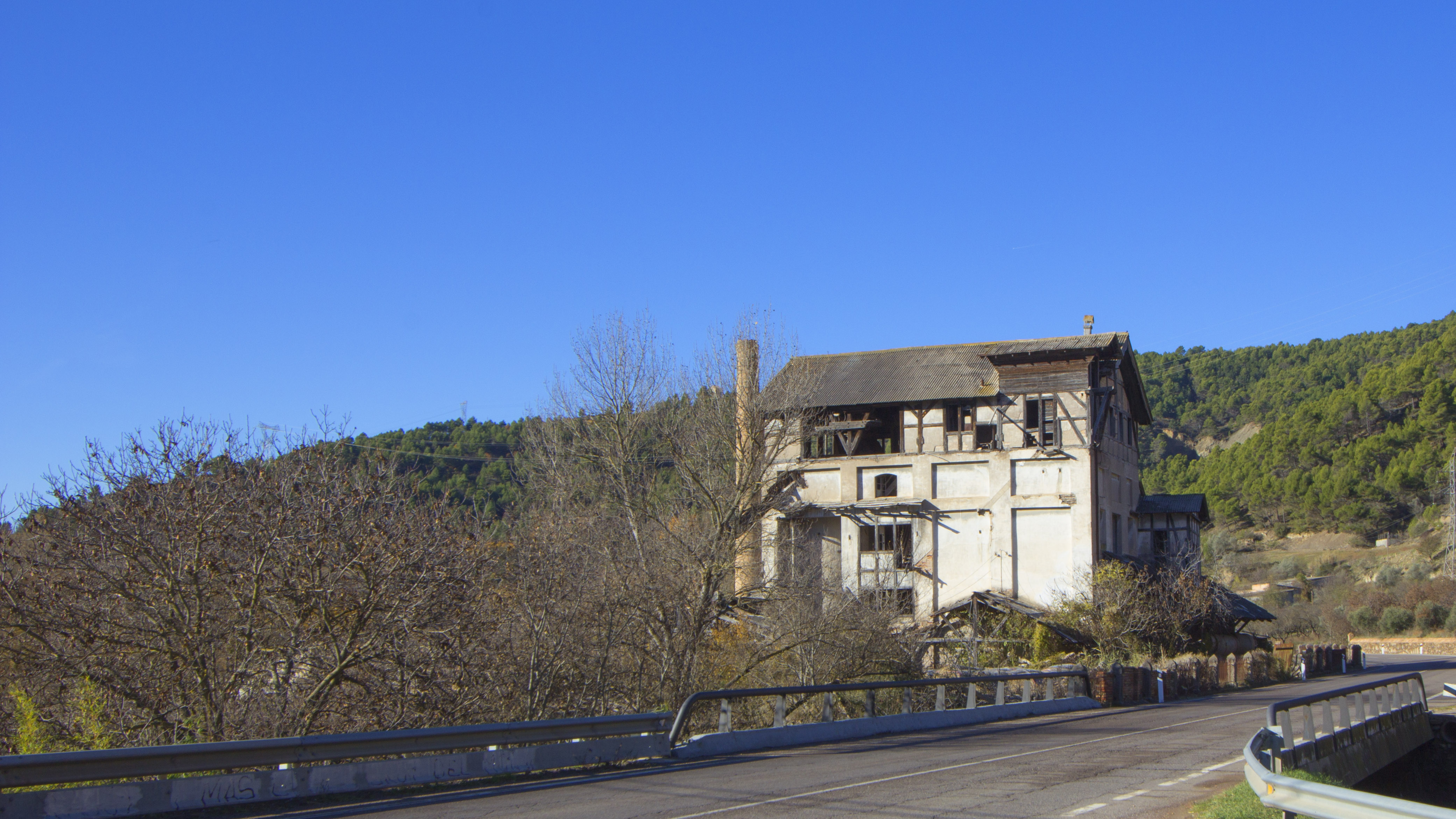
Fàbrica de ciment a la Pobla de Segur (Pallars Jussà)

A través de la seva filial Cales, Cementos y Carbones de Pobla de Segur, S.A., Elèctrica de Mollet operà unes canteres de pedra calcària i les mines de carbó de Sossís per la fàbrica de ciment que Energia Elèctrica de Catalunya va construir a La Pobla de Segur pel subministre de les obres de la central hidroelèctrica de Capdella en els anys 1912-1914. També era propietària de la fàbrica de ciment de La Pobla de Segur.
Elèctrica de Mollet era la propietària de l'explotació de les mines de carbó de Calaf, productores d'un carbó de qualitat deficient. El blocatge alemany al carbó anglès durant la primera guerra mundial feu que el 1918 es posaren en explotació per subministrar carbó a la Central tèrmica de Sant Adrià de Besòs, propietat d'Energia Elèctrica de Catalunya. La fi de la guerra i el retorn del preu del carbó a uns imports assequibles van convertir l'explotació en deficitària, i el 1921 fou arrendada a un tercer. El 1923 hi treballaven 46 obrers
Per finançar el seu creixement el 1917 va emetre accions per import de 950.000 pessetes, fet que elevà el capital social a 1.000.000 pessetes (equivalents a 4.227.000 € el 2019)

## Integració a La Canadenca
Quan Energia Elèctrica de Catalunya fou integrada al grup de la Barcelona Traction, Light and Power a principis de 1925, també ho feren les seves filials com Elèctrica de Mollet.